# Nueil-sur-Layon
Nueil-sur-Layon era un comune francese di 1 382 abitanti situato nel dipartimento del Maine e Loira nella regione dei Paesi della Loira. Dal 1º gennaio 2016 è accorpato al nuovo comune di Lys-Haut-Layon di cui è divenuto comune delegato, insieme ai comuni di Les Cerqueux-sous-Passavant, La Fosse-de-Tigné, Tancoigné, Tigné, Trémont e Vihiers.

## Società

### Evoluzione demografica
Abitanti censiti